# Захоплення Іраном військовослужбовців Королівського флоту (2004)
21 червня 2004 року Іран захопив персонал Королівського флоту на водному шляху Шатт-ель-Араб (перською мовою Арванд-Руд). Були захоплені шість королівських морських піхотинців і двоє моряків Королівського флоту. Британські солдати були захоплені під час тренувань іракського річкового патруля після того, як Іран заявив, що вони заблукали й опинилися на іранській стороні водного шляху. Спочатку їм погрожували судовим позовом, але їх звільнили через три дні після дипломатичних переговорів між Джеком Стро, тодішнім міністром закордонних справ Великобританії, та Камалем Харазі, тодішнім міністром закордонних справ Ірану. Зброя і катери британського персоналу були конфісковані і не повернуті.
Їх звільнили неушкодженими через три дні, 24 червня, після того як британський та іранський уряди погодилися, що відбулося непорозуміння.. Їхнє спорядження не повернули, а жорсткий надувний човен (RIB) виставили в музеї в Тегерані. Під час затримання, за словами колишнього затриманого морського піхотинця Скотта Феллона, вони пережили імітаційну страту, під час якої їх вивели в пустелю і змусили стояти із зав'язаними очима перед ровом, поки їхні викрадачі зводили зброю. Вони також з'явилися із зав'язаними очима на іранському телебаченні, де їх змусили вибачитися за свою «помилку». Катери Королівського флоту діяли поблизу північного узбережжя Перської затоки в гирлі водного шляху Шатт-ель-Араб, який розділяє південний Іран та Ірак. Погода була поганою, через що видимість була незначною, що могло сприяти потенційному перетину кордону Ірану Королівським флотом. Після того як екіпаж було повернуто та проаналізовано події, британський уряд підтвердив свою думку, що персонал все ще перебував у водах Іраку, однак вони визнали інцидент непорозумінням і вимагали повернення обладнання. У 2015 році запит FOIA опублікував відредагований звіт.